# L118

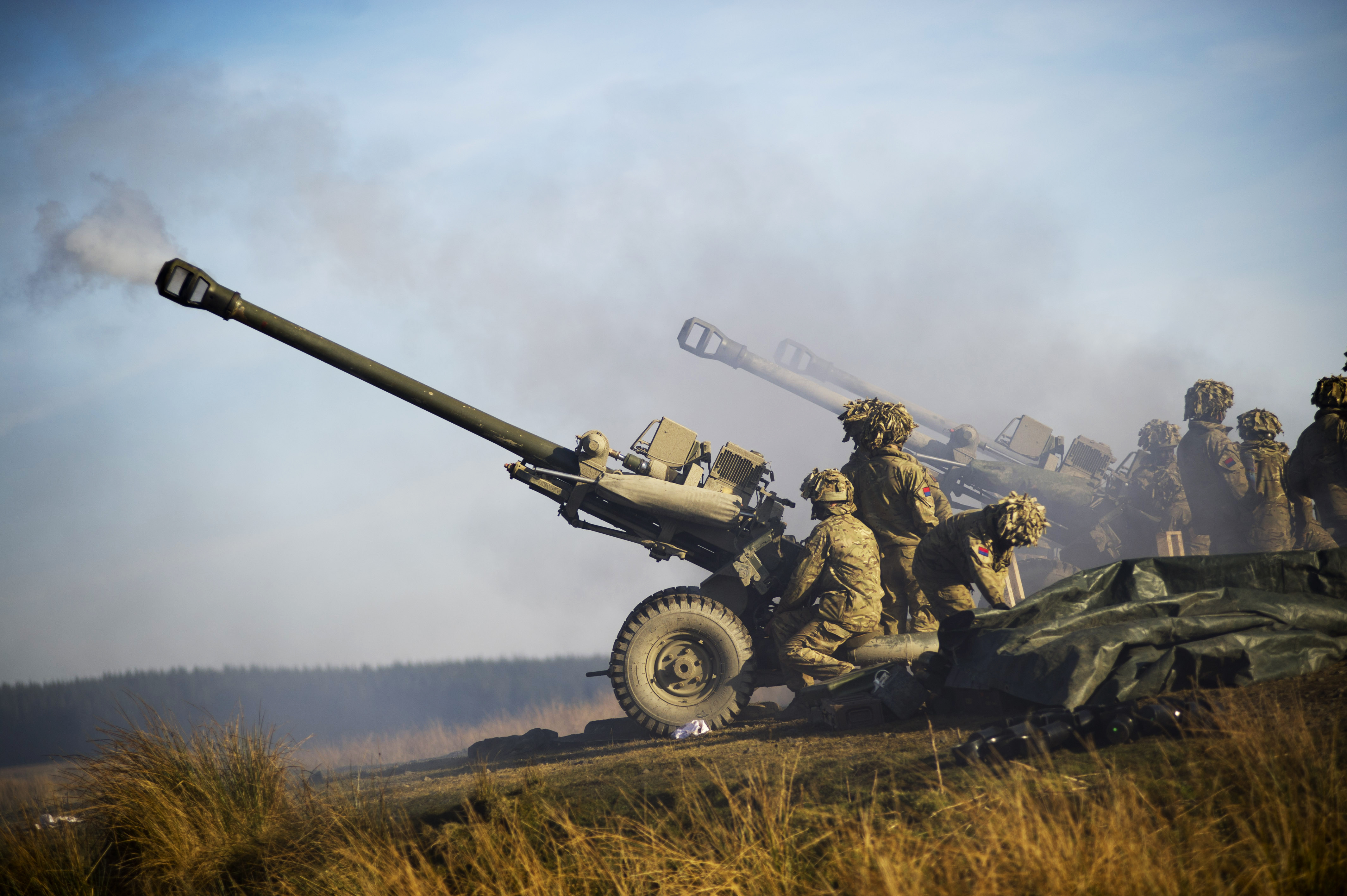
Canhões de 105mm sendo disparados durante um exércício de treinamento.

O L-119 / L-118 é um obuseiro ligeiro transportável por via aérea e lançável por paraquedas, diretamente sobre o teatro de operações. Pode igualmente ser rebocado por uma viatura ligeira. O canhão tem como objetivo apoiar operações militares com fogo direto ou indireto a unidades de infantaria. A sua principal vantagem é a sua enorme mobilidade que advém do seu reduzido peso. Têm também um perfil baixo, o que facilita a sua ocultação, além de a sua operação não exigir uma área para o recuo da peça. As versões L-119 e L-118 são virtualmente iguais, sendo apenas a versão L-119 adaptada ao nível do cano, para permitir o disparo de todas as munições padrão da OTAN.